# Vorgod-Barde
Vorgod-Barde – miasto w Danii, w regionie Jutlandia Środkowa, w gminie Ringkøbing-Skjern.